# Sitno (powiat Zamojski)
Sitno is een dorp in het Poolse woiwodschap Lublin, in het district Zamojski. De plaats maakt deel uit van de gemeente Sitno en telt ca. 670 inwoners.